# Loc-Dog
Олександр Жвакін (нар. 25 січня 1989, відоміший під псевдонімом Loc-Dog) — російський артист з Ульяновська, виконавець та автор пісень в жанрах хіп-хоп і electrorap. Починав свою кар'єру учасником групи «Сторони Ра» (разом з Артуром Скоттом, відомим як R_Chie, XstaX, RA MC 100лічний). Проживає в місті Москва в ЮВАО (Мар'їно).
Loc-Dog став першим російським виконавцем музики у стилі electrorap (симбіоз репу і електромузики), і в цей час є головним його представником. Мікстейп «ElectroDog», що вийшов в 2008 році — перша його робота подібного плану.
Loc-Dog випустив кілька сольних альбомів: «Параноя», «Всім до побачення» і «Апокаліпсис 2012», а також мікстейп «Електродог» і «777». Олександр гастролює багатьма містами Росії і ближнього зарубіжжя з сольними концертами, на яких збирає велику кількість шанувальників. Популярність артисту прийшла завдяки яскравому і виразного стилю репу. Олександр проводить презентації альбомів, автограф-сесії, організовує рекламні програми. У гурту є кілька кліпів: «До небес», «Місто гріхів», «Параноя» і велика кількість відеороликів з концертів, фестивалів, промо відео до великих сольних концертах. Часто артиста можна побачити на благодійних концертах і великих, міжнародних фестивалях як хедлайнера, а також він частий гість вишів.
Планується випуск альбому під акомпанемент «живих» інструментів, а також створення нового Electrodog'а.
Склад групи Loc-Dog Band:
- Олександр Карпухін (Барабани)
- DJ Shved (Ді-Джей)
- Олександр Loc-Dog (Автор-виконавець)
- Олександр Slide (Бек вокал)
- Денис Шершнев (Бас гітара)
- Олег Ізотов (Віртуоз соло на гітарі)
- Arseny Troshin (Клавішні, аранжування).

У 2007 році виграв тринадцятий незалежний баттл, перемігши у фіналі «Короба», учасника групи Comme il-faut-. У 2009 році брав участь в серії телепередач, організованих журналом «INDARNB» на телеканалі МУЗ тв. У 2010 році Олександр Жвакін був визнаний «Артистом року» за версією сайту hip-hop.ru в 5-и номінаціях, а альбом «Параноя» став альбомом року за версією INDARNB. З 2010 року Loc-Dog став збирати 3-х тисячні концертні майданчики по всій країні.
У 2010 році був номінований на премію Russian Street Awards в категорії «Відкриття» і виступив на розігріві у 50 Cent.
Артист не одружений. 2 березня 2011 у Сашка народилася дочка Єва.